# Låtar: Swedish Folk Tunes
Låtar: Swedish Folk Tunes är ett musikalbum av Gunnar Idenstam och Johan Hedin, utgivet 2004 av Caprice Records. Album är blandning med nyckelharpans folkmusik och orgelns barockmusik. 2007 släppte Gunnar Idenstam albumet Bach på svenska med violinisten Lisa Rydberg som var ett liknande projekt med att blanda barock- och svensk folkmusik.
På albumet gör duon även ett arrangemang på Hedins komposition "Junipolskan" som från början skrevs till Nyckelharporkesterns skiva N.H.O.

## Låtlista
Alla låtar är traditionella om inget annat anges.

### Svit I
1. "Saltarello" – 5:16
2. "Långdans från Sollerön" – 5:16
3. "Gammelvänster" (Gunnar Idenstam) – 2:24

### Svit II
1. "Nr 20" – 3:02
2. "Skär" (Johan Hedin) – 3:11
3. "Barockfavoriten" – 5:16

### Svit III
1. "Polska efter Donat" – 1:42
2. "Vallåtspolskan" – 4:11
3. "En bit härifrån" (Johan Hedin) – 3:43

### Svit IV
1. "Löfbergspolskan" – 2:28
2. "Polska efter Ceylon Wallin" – 3:25
3. "Långt Jässpôd på bergom" – 4:06

### Svit V
1. "Junipolskan" (Johan Hedin) – 4:56
2. "Polska från Östra Ryd" – 2:49
3. "Dance V" (Gunnar Idenstam) – 2:13
4. "Inte sörjer jag" – 3:42

### Svit VI
1. "Polska efter Gössa Anders" – 2:19
2. "Polska efter Pisten" – 3:08
3. "Bingsjö långdans" – 3:30
4. "Polska efter Bellman" – 3:32

Total tid: 70:20
Alla traditionella låtar är arrangerade av Idenstam/Hedin förutom: 8, 17 (Idenstam) & 7, 19 (Hedin).

## Medverkande
- Gunnar Idenstam — orgel
- Johan Hedin — nyckelharpa